# آکنینی ناگیشور رائو
آکِـنینی ناگیشوِر رائو (هندی: अक्किनेनी नागेश्वर राव؛ ۲۰ سپتامبر ۱۹۲۴ – ۲۲ ژانویهٔ ۲۰۱۴) بازیگر و تهیه‌کننده فیلم مشهور و تاثیرگذار اهل هند بود که بیشتر در صنعت سینمای تالیوود فعالیت داشت.
وی بابت فعالیت‌های هنری و حرفه‌ای‌اش، برندهٔ جوایز گوناگونی شد که از آن میان، می‌توان به پادما شری، جایزه ملی فیلم، جایزه فیلم‌فیر جنوب و جایزه ناندی اشاره کرد.
او در فیلم دوداس بازی کرده‌است.

## گزیده فیلم‌شناسی
فهرست برخی از فیلم‌هایی که آکنینی ناگیشور رائو در آن‌ها به ایفای نقش پرداخته‌است:
- دوداس
- اس.پی بهایانکار
- ما
- کاغذ دیواری همه‌جا
- شوهر دوست‌داشتنی
- اخلاق سری رانگا
- ساتیام شیوام
- الهه عشق
- معلم شاگرد
- هدیه عشق
- پسر دوست‌داشتنی
- ارابه‌سوار
- ماه در میان ستارگان